# قرن‌آباد
روستای قرن‌آباد در ۲۰ کیلومتری شهرستان گرگان در استان گلستان قرار دارد و به لحاظ تقسیمات سیاسی- اداری وابسته به این شهرستان است. طول و عرض جغرافیایی روستا به ترتیب (۵۵ و ۵۳) و (۴۴ و ۳۶) بوده و ارتفاع آن از سطح دریا ۲۷۰ متر است.

## وضعیت طبیعی و اقلیمی روستا
از نظر وضعیت طبیعی و اقلیمی دارای آب و هوای نیمه خشک معتدل و نیمه مرطوب است و به دلیل قرار گرفتن در کناره‌های جنگل از درصد رطوبت بالایی برخوردار بوده به طوریکه میزان متوسط بارندگی سالانه آن ۶۲۵ میلیمتر است. این روستا جزء مناطق خوش آب و هوای شهرستان گرگان است و با داشتن رودخانه‌ای زیبا و جنگل محیط مناسبی برای زندگی پژوهشگران است.

## جمعیت
طبق آخرین آمار (اسفندماه ۱۳۸۲)، جمعیت روستا ۲۱۰۹ نفر و تعداد خانوار ۵۰۸ است

## اقتصادی
غالب جمعیت قرن‌آباد به کار کشاورزی و دامداری مشغولند ولی عده‌ای نیز از طریق مشاغل آزاد و صنعتی گذران می‌کنند.
فراورده‌های کشاورزی روستا نیز پنبه، گندم، جو، برنج، سیب‌زمینی و سویا است. بیشتر دامداری آنها هم گاوداری است که از نظر تولید در بخش خودکفایی ابتدایی قرار دارند.